# Migração altitudinal

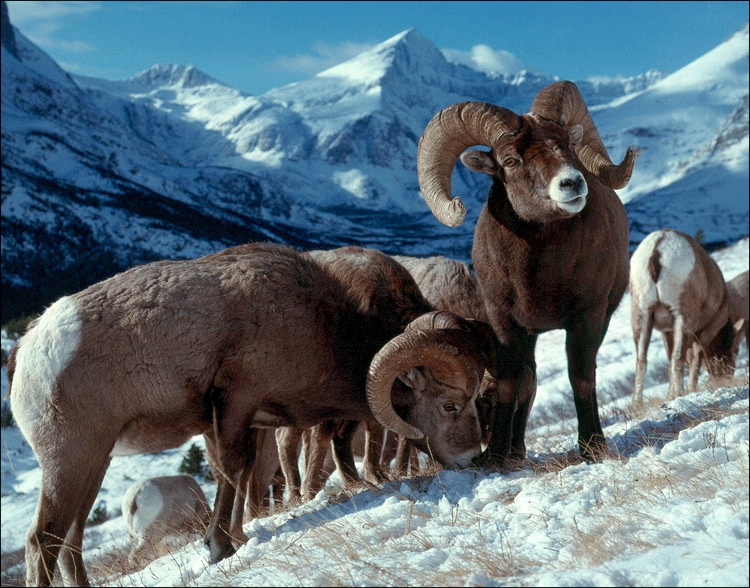
Os carneiros-selvagens migram entre os cumes das montanhas, onde se encontram a salvo de predadores, e os vales, onde existe comida no inverno.

A migração altitudinal é uma migração animal de curta distância de menores altitudes para maiores altitudes e vice-versa. Pensa-se que ocorra em resposta às alterações no clima e na disponibilidade de comida e, cada vez mais, devido ao impacto antropogénico. These migrations can occur both during reproductive and non-reproductive seasons. A migração de aves altitudinal é bastante comum, verificando-se também noutros vertebrados e em alguns invertebrados.